# Онер
Онер (фр. Anères) насеље је и општина у јужној Француској у региону Миди Пирене, у департману Горњи Пиринеји која припада префектури Бањер де Бигор.
По подацима из 2011. године у општини је живело 183 становника, а густина насељености је износила 68,8 становника/km². Општина се простире на површини од 2,66 km². Налази се на средњој надморској висини од 480 метара (максималној 536 m, а минималној 464 m).

## Демографија
| 1962. | 1968. | 1975. | 1982. | 1990. | 1999. | 2011. |
| ----- | ----- | ----- | ----- | ----- | ----- | ----- |
| 146   | 152   | 159   | 140   | 156   | 147   | 183   |

График промене броја становника у току последњих година